# Церква Пресвятої Трійці (Озерна)
Церква Пресвятої Трійці в Озерній — парафія і храм греко-католицької громади Озернянського деканату Тернопільсько-Зборівської архієпархії Української греко-католицької церкви в селі Озерна Тернопільського району Тернопільської области.
Оголошена пам'яткою архітектури місцевого значення.

## Історія церкви
Греко-католицький храм збудували у 1893 році, а у 1912 році його освятив отець Василь Молочко. До 1946 року парафія і храм належали до УГКЦ. З 1946 до 1990 року вони були в юрисдикції РПЦ, а 27 лютого 1990 року парафія і храм знову повернулися в лоно УГКЦ.
При церкві діють такі спільноти:
- Братство Матері Божої Неустанної Помочі
- Українська молодь — Христові
- Спільнота «Діти світла»

У населеному пункті також проживає п'ятеро віруючих Свідків Єгови.

## Парохи
- о. Олександр Танчаковський (1893—1923),
- о. Кулик (1939),
- о. Василь Додик (1940—1980),
- о. Шулин,
- о. Паладій Лілякевич (з 1980),
- парох о. митрат Іван Колодій,
- протопресвітер Озернянський (з 27 лютого 1990).